# Tipula parshleyi
Tipula parshleyi är en tvåvingeart som beskrevs av Alexander 1915. Tipula parshleyi ingår i släktet Tipula och familjen storharkrankar. Inga underarter finns listade i Catalogue of Life.